# Persée (portal web)
Persée és un portal web o repositori digital en accés obert a les revistes científiques franceses en el camp de les humanitats i les ciències socials, creat pel Ministeri d'Educació Nacional, Ensenyament Superior i Recerca de França, que va ser posat en línia el 2005.
Persée és fruit de la col·laboració entre el govern francès i diverses institucions franceses. El Ministeri d'Educació Nacional, Ensenyament Superior i Recerca de França i la Universitat de Lió van iniciar el projecte el 2003. Des d'aquell moment, el seu desenvolupament va continuar fins a l'any 2004 i el Portal Persée, la interfície principal, començà a funcionar el 2005.
Es tracta d'una iniciativa pública, dissenyada, desenvolupada i mantinguda col·laborativament per la Universitat de Lió, el CNRS i l'École Normale Supérieure de Lyon, que compta amb el suport del govern de França.